# زستاپونی
زستاپونی (به گرجی: ზესტაფონი) شهری در استان ایمرتی گرجستان است. جمعیت این شهر طبق سرشماری سال ۲۰۰۹ میلادی ۲۴٬۵۰۰ نفر بوده‌است.